# Dolina Bachledzka

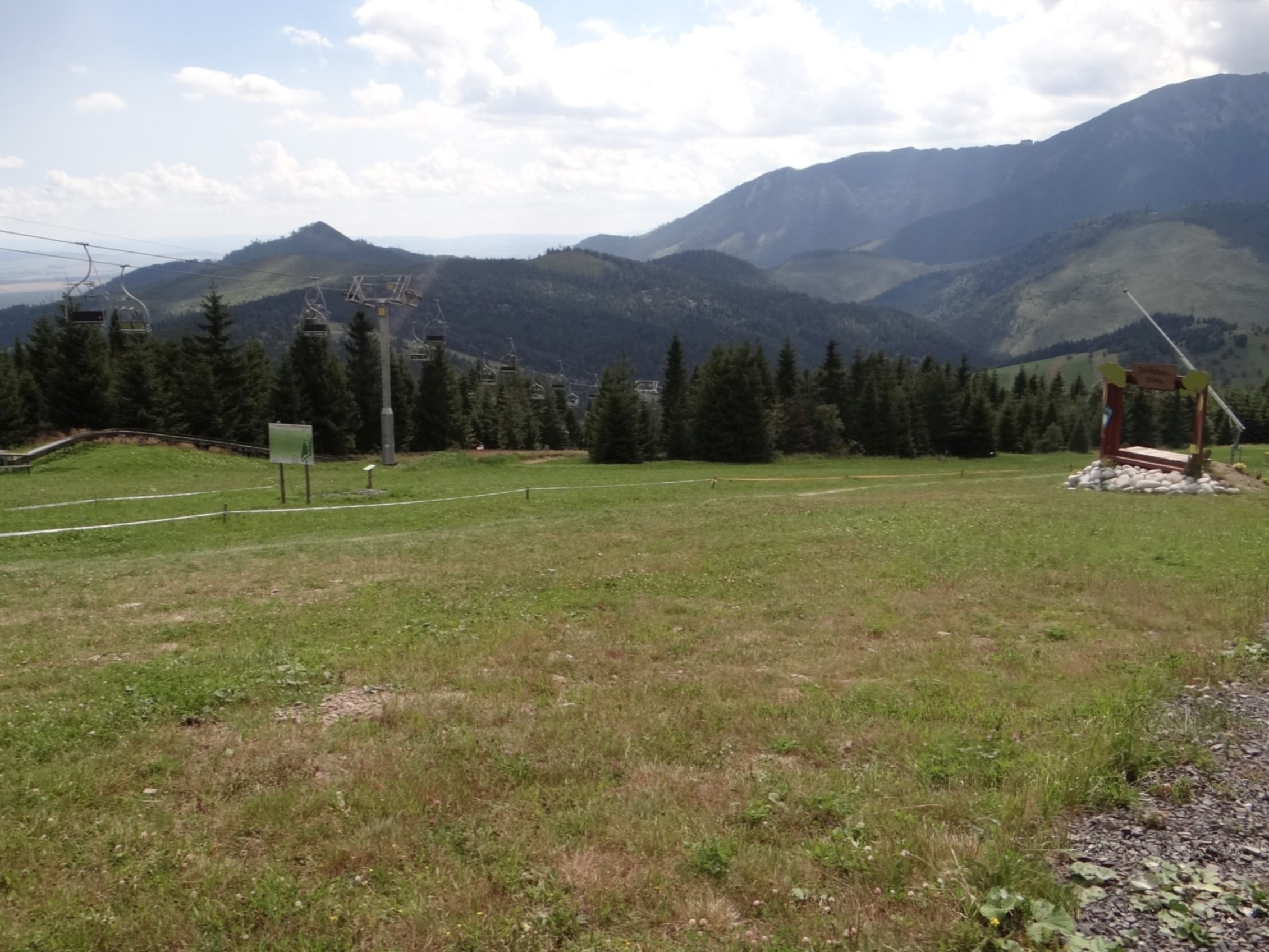
Dolina Bachledzka

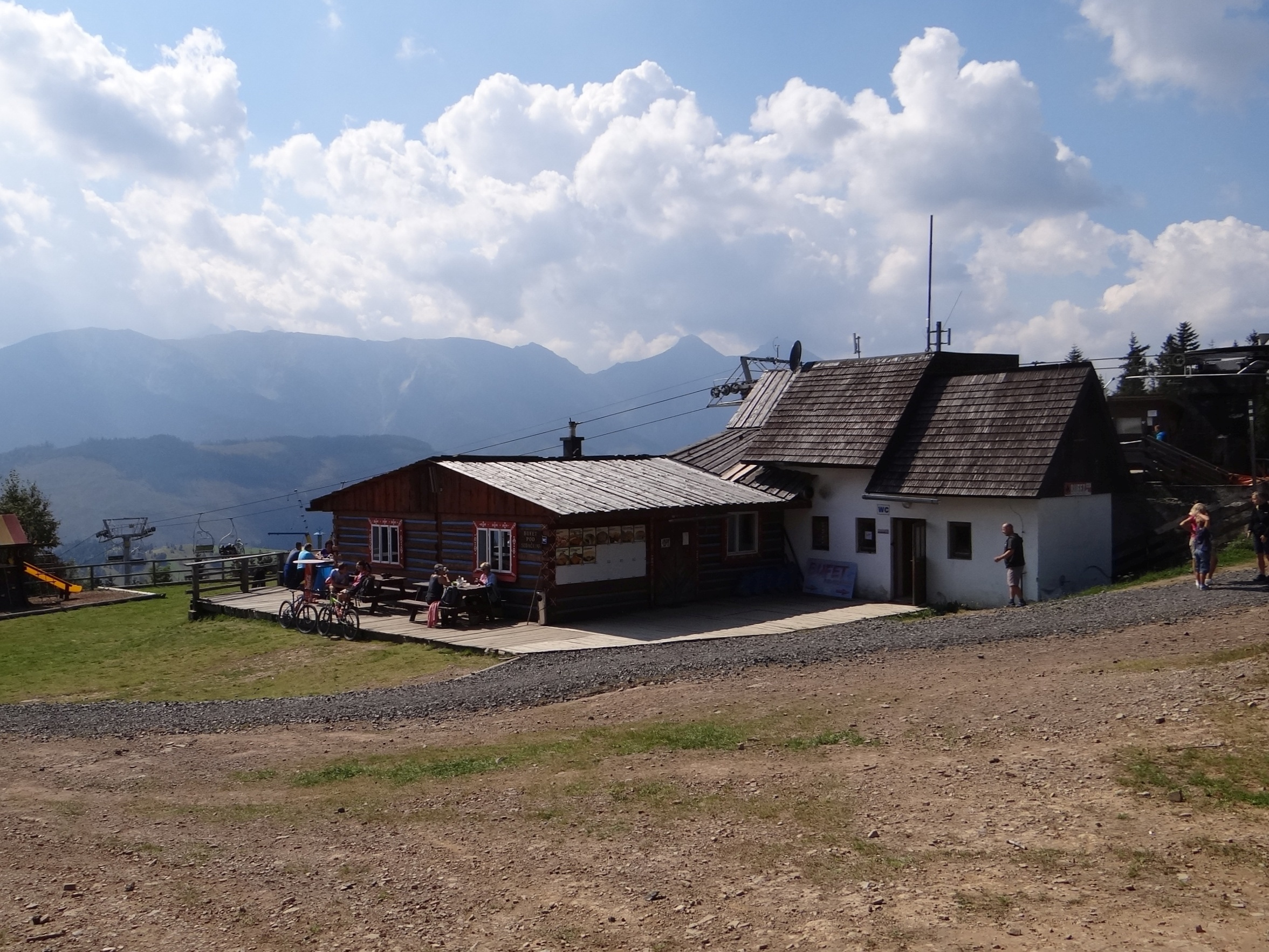

Dolina Bachledzka, lub Bachledowa Dolina (słow. Bachledova dolina) – dolina na północnych stokach Magury Spiskiej na Słowacji, w obrębie miejscowości Zdziar. Dolina Bachledzka opada do Doliny Zdziarskiej naprzeciwko Tatr Bielskich. 
Dolina Bachledzka to duży ośrodek narciarski Ski Jeziersko-Bachledowa. Położony jest na wysokości 820-1151 m n.p.m. i posiada dwie trasy narciarskie: łatwą i trudną. Przepustowość wynosi ponad 1800 osób/godz. W Bachledowej Dolinie jest wypożyczalnia nart, serwis oraz szkółka narciarska. Są trasy zjazdowe nie tylko do  na południowym stoku do miejscowości Zdziar, ale również na północnym, do miejscowości Jezersko.
Dolina Bachledzka to również ośrodek turystyczny czynny latem. Ze Zdziaru na grzbiet Magury Spiskiej w sezonie turystycznym kursuje wyciąg krzesełkowy. Na rozległym i trawiastym grzbiecie znajduje się “Bufet pod Sedačkou”, wieża widokowa, tor zjazdowy, plac zabaw dla dzieci, boisko sportowe krzyż i ołtarz polowy. Jest to również miejsce skrzyżowania kilku szlaków turystyki pieszej, rowerowej i ścieżki edukacyjnej.

## Szlaki turystyczne
– żółty z Doliny Bachledzkiej przez Małą Polanę do Frankówki. 1.45 h, ↓ 1.45 h
 – żółty rowerowy z Doliny Bachledzkiej przez Małą Polanę i Frankówkę na Przełęcz Hanuszowską. 9km